# IC 3856
IC 3856 — галактика типу S (спіральна галактика) у сузір'ї Волосся Вероніки.
Цей об'єкт міститься в оригінальній редакції індексного каталогу.